# Fortress (album de Protest the Hero)
Pour les articles homonymes, voir Fortress.
 (avril 2018).
Si vous disposez d'ouvrages ou d'articles de référence ou si vous connaissez des sites web de qualité traitant du thème abordé ici, merci de compléter l'article en donnant les références utiles à sa vérifiabilité et en les liant à la section « Notes et références ».
Albums de Protest the Hero
Kezia
(2005) Gallop Meets The Earth
(2009)
Singles
1. Bloodmeat
Sortie : 12 décembre 2007
(Canada seulement)
2. Sequoia Throne
Sortie : 25 avril 2008
3. Palms Read
Sortie : Automne 2008
4. Spoils
Sortie : Avril 2009

Fortress est le troisième album du groupe canadien de metal progressif Protest the Hero, distribué aux États-Unis à partir du 29 janvier 2008 par Vagrant Records et au Canada par Underground Operations (en).

## Présentation
L'album se compose de 10 morceaux, divisés en trois mouvements, enregistrés durant l'été 2007 au Silo Studio, en Ontario.
Fortress fait ses débuts et culmine à la 95e place du classement américain du Billboard 200 avec des ventes de 7 600 exemplaires lors de sa première semaine d'exploitation. Il atteint également la 10e position du Billboard Top Independent Album.
Au Canada, l'album atteint le statut de no 1 dès sa première semaine de sa sortie et, en septembre 2015, obtient la certification disque d'or, attribuée par la Canadian Recording Industry Association (CRIA) (plus de 40 000 exemplaires vendus).
Fortress a une réception critique largement positive. Grâce aux commentaires recueillis à partir de publications traditionnelles et spécialisées et colléctées par Metacritic, site d'agrégat d'évaluation populaire qui attribue une note normalisée de 100, l'album obtient un score moyen d'approbation globale de 86, basé sur des avis majoritairement favorables, le plaçant dans la section « acclamation universelle ».

## Liste des titres
Toutes les chansons sont écrites et composées par Protest the Hero.
|       | 'On Conquest & Capture' |      |
| 1.    | Bloodmeat               | 3:57 |
| 2.    | The Dissentience        | 4:25 |
| 3.    | Bone Marrow             | 5:33 |
|       | '[sans titre]'          |      |
| 4.    | Sequoia Throne          | 3:14 |
| 5.    | Palms Read              | 5:09 |
| 6.    | Limb From Limb          | 4:25 |
| 7.    | Spoils                  | 3:45 |
|       | 'Isosceles'             |      |
| 8.    | Wretch                  | 4:14 |
| 9.    | Goddess Bound           | 3:38 |
| 10.   | Goddess Gagged          | 3:15 |
| 41:34 |                         |      |

## Crédits
| - Rody Walker : chant - Arif Mirabdolbaghi : basse - Moe Carlson : batterie - Dan Fila : percussions (additionnel) - Luke Hoskin, Tim Millar : guitares, piano (additionnel) | - Production : Julius Butty (en) - Producteur délégué : Mark London Spicoluk - Ingénierie : Julius Butty, Nick Blagona - Ingénierie (assistant) : Kevin Dietz, Marco Bressette - Artwork, design : Sons of Nero - Photographie : David Schrott |